# Municipio de Rosamond
El municipio de Rosamond (en inglés: Rosamond Township) es un municipio ubicado en el condado de Christian en el estado estadounidense de Illinois. En el año 2010 tenía una población de 421 habitantes y una densidad poblacional de 4,51 personas por km².

## Geografía
El municipio de Rosamond se encuentra ubicado en las coordenadas 39°23′33″N 89°11′42″O / 39.39250, -89.19500. Según la Oficina del Censo de los Estados Unidos, el municipio tiene una superficie total de 93.33 km², de la cual 93,32 km² corresponden a tierra firme y (0 %) 0 km² es agua.

## Demografía
Según el censo de 2010, había 421 personas residiendo en el municipio de Rosamond. La densidad de población era de 4,51 hab./km². De los 421 habitantes, el municipio de Rosamond estaba compuesto por el 99,52 % blancos, el 0,24 % eran asiáticos y el 0,24 % eran de una mezcla de razas. Del total de la población el 1,43 % eran hispanos o latinos de cualquier raza.